# Opius mariae
Opius mariae är en stekelart som beskrevs av Vladimir Ivanovich Tobias 1977. Opius mariae ingår i släktet Opius och familjen bracksteklar. Inga underarter finns listade i Catalogue of Life.